# Scatopsciara radialis
Scatopsciara radialis är en tvåvingeart som först beskrevs av Shaw 1934.  Scatopsciara radialis ingår i släktet Scatopsciara och familjen sorgmyggor.
Artens utbredningsområde är North Carolina. Inga underarter finns listade i Catalogue of Life.